# Sokoljane
Sokoljane (bulgariska: Соколяне) är ett distrikt i Bulgarien.   Det ligger i kommunen Obsjtina Kărdzjali och regionen Kărdzjali, i den centrala delen av landet, 210 km sydost om huvudstaden Sofia.